# Haris Medunjanin
Haris Medunjanin (transcripción fonética: /Jaris Medúñanin/) (Sarajevo, Bosnia-Herzegovina, 8 de marzo de 1985) es un exfutbolista bosnio que jugaba de centrocampista.

## Biografía
Nació en Sarajevo, Bosnia-Herzegovina, el 8 de marzo de 1985. Debido a la guerra de Bosnia en 1992, se trasladó a los Países Bajos con siete años con su madre y su hermana, mientras que su padre no pudo salir, después de perder la vida.

## Trayectoria

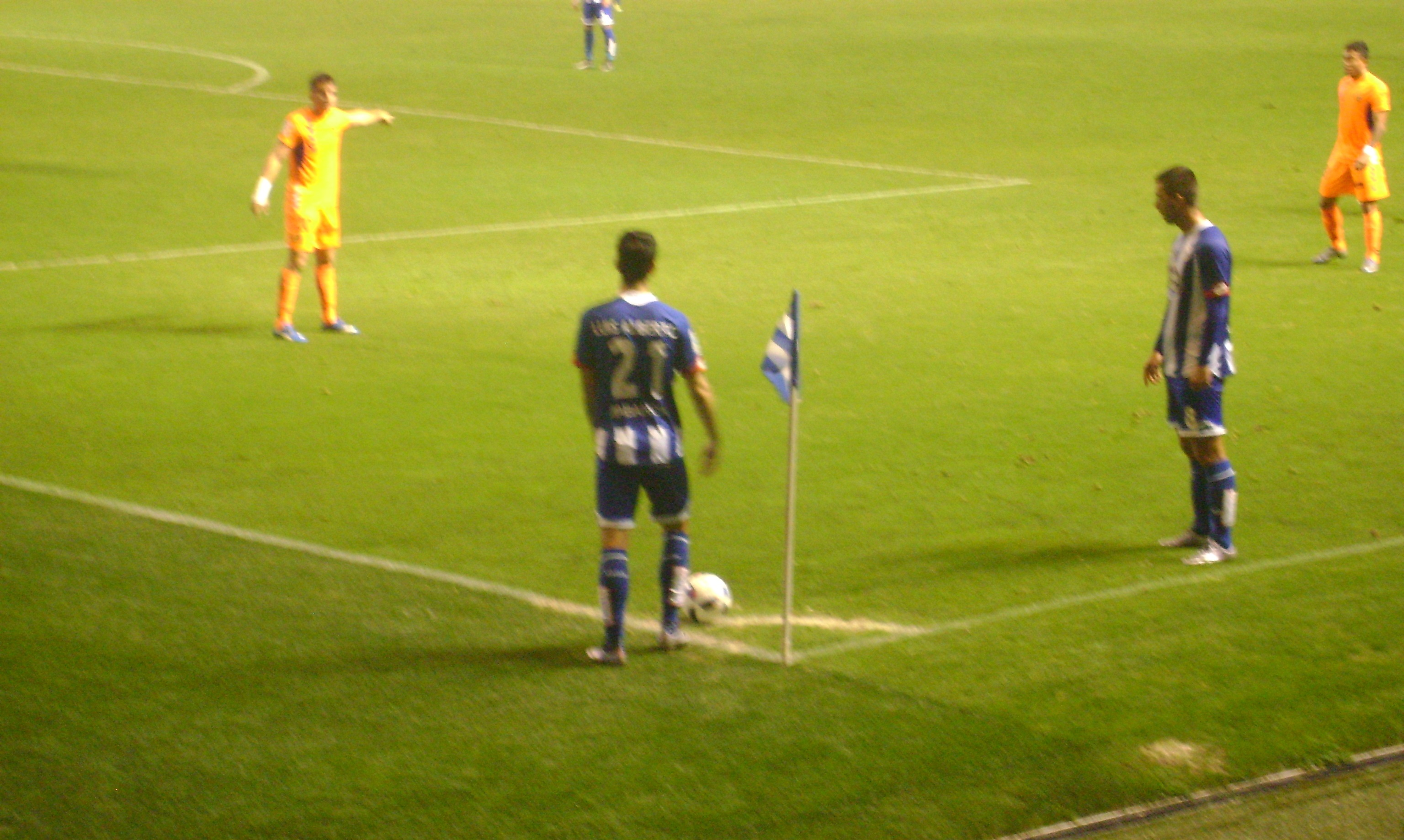
Medunjanin a la derecha de la imagen, jugando en el Deportivo de La Coruña.

### AZ Alkmaar
Debutó en la Eredivisie el 20 de febrero de 2005 con el AZ Alkmaar, pero gozó de escasas oportunidades durante sus tres años en el club. Para la temporada 2006-07 fue cedido al Sparta Rotterdam, siendo imprescindible en este equipo. Al acabar la temporada el equipo terminó en el puesto 13, habiendo anotado siete goles en liga.

### Real Valladolid
Después de otra temporada sin muchas oportunidades en el AZ, fue fichado por el Real Valladolid en agosto de 2008. En su primera temporada en la liga española, actuó principalmente como revulsivo y logró anotar 2 goles en los 21 partidos que jugó en total.
En la temporada siguiente el Medunjanin consiguió tener algo más de participación en el equipo vallisoletano participando en 25 partidos entre liga y copa logrando marcar 5 goles entre ambas competiciones, pero no pudo evitar que el equipo descendiera a la categoría de plata del fútbol español.

### Maccabi Tel Aviv
En junio de 2010, dejó el equipo pucelano para firmar un contrato de cuatro temporadas con el Maccabi Tel Aviv de Israel por 2 millones de €. El 15 de julio hizo su debut oficial con su nuevo equipo, en un partido de segunda ronda de clasificación contra el FK Mogren, anotando el 2-0 definitivo.

### Gaziantepspor
El 31 de agosto de 2012 se marcha cedido al Gaziantepspor de la Süper Liga. La temporada siguiente se produjo su traspaso definitivo al club turco.

### Deportivo de La Coruña
El 14 de agosto de 2014 se hizo oficial su fichaje por el Deportivo de La Coruña volviendo así a la Primera División de España para las siguientes tres temporadas.
El 29 de enero de 2016 de mutuo acuerdo con el Deportivo de La Coruña, se le rescinde el contrato.

### Maccabi Tel Aviv
El 31 de enero de 2016 vuelve a firmar de nuevo con el equipo israelí, donde estaría hasta enero de 2017.

### Estados Unidos
En enero de 2017 ficha por el Philadelphia Union de la MLS, liga de Estados Unidos, donde jugaría tres temporadas. Debutaría en el continente americano el 6 de marzo de 2017 ante el Vancouver Whitecaps y el partido acabó en empate a 0.
En noviembre de 2019 deja el Philadelphia Union para unirse a las filas del Cincinnati, también de la MLS.

### Regresos a los Países Bajos y retiro en España
En agosto de 2022 regresó a los Países Bajos después de fichar por el PEC Zwolle. Ayudó con siete goles a conseguir el ascenso a la Eredivisie y la temporada siguiente volvió a España tras firmar con el C. D. Castellón con el objetivo de lograr un nuevo ascenso, esta vez a la Segunda División. Consiguieron subir de categoría y al finalizar la campaña puso fin a su carrera.

## Selección nacional
Su debut como internacional de la selección absoluta de su país natal, se produjo con 24 años, el 18 de noviembre de 2009 en Zenica, en un partido de repesca para el mundial de Sudáfrica, ante la selección de Portugal que terminó con derrota (0–1).
Fue incluido en la lista preliminar de 24 jugadores en mayo de 2014, y posteriormente en la convocatoria definitiva para el Mundial de Brasil.
En total ha disputado 60 partidos y ha marcado 9 goles con su selección nacional, entre amistosos y partidos oficiales.

### Participaciones en Copas del Mundo
| Mundial                        | Sede   | Resultado    | Partidos | Goles |
| ------------------------------ | ------ | ------------ | -------- | ----- |
| Copa Mundial de Fútbol de 2014 | Brasil | Primera fase | 2        | 0     |

## Estadísticas
Actualizado al último partido jugado el 27 de junio de 2021.
| Club                                     | Temporada                        | Liga                             | Liga     | Liga  | Copa     | Copa  | Competición internacional | Competición internacional | Total    | Total |
| Club                                     | Temporada                        | Categoría                        | Partidos | Goles | Partidos | Goles | Partidos                  | Goles                     | Partidos | Goles |
| ---------------------------------------- | -------------------------------- | -------------------------------- | -------- | ----- | -------- | ----- | ------------------------- | ------------------------- | -------- | ----- |
| AZ Alkmaar · Países Bajos                | 2004-2005                        | Eredivisie                       | 3        | 0     | -        | -     | -                         | -                         | 3        | 0     |
| AZ Alkmaar · Países Bajos                | 2005-2006                        | Eredivisie                       | 10       | 3     | -        | -     | 2                         | 0                         | 12       | 3     |
| AZ Alkmaar · Países Bajos                | Total                            | Total                            | 13       | 3     | -        | -     | 2                         | 0                         | 27       | 3     |
| Sparta Rotterdam (cedido) · Países Bajos | 2006-2007                        | Eredivisie                       | 32       | 7     | -        | -     | -                         | -                         | 32       | 7     |
| Sparta Rotterdam (cedido) · Países Bajos | Total con Sparta Rotterdam       | Total con Sparta Rotterdam       | 32       | 7     | -        | -     | -                         | -                         | 32       | 7     |
| AZ Alkmaar · Países Bajos                | 2007-2008                        | Eredivisie                       | 12       | 1     | 1        | 0     | 2                         | 0                         | 15       | 1     |
| AZ Alkmaar · Países Bajos                | Total con AZ                     | Total con AZ                     | 25       | 4     | 1        | 0     | 4                         | 0                         | 30       | 4     |
| Real Valladolid · España                 | 2008-09                          | 1.ª División Española            | 18       | 1     | 3        | 1     | -                         | -                         | 21       | 2     |
| Real Valladolid · España                 | 2009-10                          | 1.ª División Española            | 24       | 5     | 1        | 0     | -                         | -                         | 25       | 5     |
| Real Valladolid · España                 | Total con Real Valladolid        | Total con Real Valladolid        | 42       | 6     | 4        | 1     | -                         | -                         | 46       | 7     |
| Maccabi Tel Aviv Israel                  | 2010-11                          | Liga Israelí                     | 32       | 8     | -        | -     | 6                         | 4                         | 38       | 12    |
| Maccabi Tel Aviv Israel                  | 2011-12                          | Liga Israelí                     | 14       | 1     | -        | -     | 9                         | 1                         | 23       | 2     |
| Maccabi Tel Aviv Israel                  | Total                            | Total                            | 46       | 9     | -        | -     | 15                        | 5                         | 61       | 14    |
| Gaziantepspor Turquía                    | 2012-13                          | Superliga Turca                  | 30       | 4     | 3        | 0     | -                         | -                         | 33       | 4     |
| Gaziantepspor Turquía                    | 2013-14                          | Superliga Turca                  | 32       | 2     | 1        | 0     | -                         | -                         | 33       | 2     |
| Gaziantepspor Turquía                    | Total con Gaziantepspor          | Total con Gaziantepspor          | 62       | 6     | 4        | 0     | -                         | -                         | 66       | 6     |
| Deportivo de La Coruña · España          | 2014-15                          | 1.ª División Española            | 24       | 2     | 1        | 0     | -                         | -                         | 25       | 2     |
| Deportivo de La Coruña · España          | 2015-16                          | 1.ª División Española            | 0        | 0     | 2        | 0     | -                         | -                         | 2        | 0     |
| Deportivo de La Coruña · España          | Total con Deportivo de La Coruña | Total con Deportivo de La Coruña | 24       | 2     | 3        | 0     | -                         | -                         | 27       | 2     |
| Maccabi Tel Aviv Israel                  | 2015-16                          | Liga Israelí                     | 15       | 3     | 4        | 1     | -                         | -                         | 19       | 4     |
| Maccabi Tel Aviv Israel                  | 2016-17                          | Liga Israelí                     | 18       | 0     | 6        | 2     | 14                        | 2                         | 38       | 2     |
| Maccabi Tel Aviv Israel                  | Total con Maccabi Tel Aviv       | Total con Maccabi Tel Aviv       | 79       | 12    | 12       | 3     | 31                        | 7                         | 122      | 22    |
| Philadelphia Union Estados Unidos        | 2017                             | MLS                              | 34       | 2     | 2        | 0     | -                         | -                         | 36       | 2     |
| Philadelphia Union Estados Unidos        | 2018                             | MLS                              | 31       | 2     | 5        | 1     | -                         | -                         | 36       | 3     |
| Philadelphia Union Estados Unidos        | 2019                             | MLS                              | 36       | 1     | 3        | 0     | -                         | -                         | 39       | 1     |
| Philadelphia Union Estados Unidos        | Total con Philadelphia Union     | Total con Philadelphia Union     | 101      | 5     | 10       | 1     | -                         | -                         | 111      | 6     |
| Cincinnati Estados Unidos                | 2020                             | MLS                              | 22       | 1     | 0        | 0     | -                         | -                         | 22       | 1     |
| Cincinnati Estados Unidos                | 2021                             | MLS                              | 7        | 0     | 0        | 0     | -                         | -                         | 7        | 0     |
| Cincinnati Estados Unidos                | Total con Cincinnati             | Total con Cincinnati             | 29       | 1     | 0        | 0     | -                         | -                         | 29       | 1     |
| Total carrera                            | Total carrera                    | Total carrera                    | 394      | 43    | 34       | 5     | 35                        | 7                         | 463      | 55    |